# ترقی گاوچران
ترقی گاوچران (به انگلیسی: Cowboy Up) یا حلقه آتش (به انگلیسی: Ring of Fire) فیلمی محصول سال ۲۰۰۱ و به کارگردانی گزاویه کولر است. در این فیلم بازیگرانی همچون کیفر ساترلند، مارکوس توماس، داریل هانا، مالی رینگوالد، ملیندا دیلون، راسل مینز، بو هاپکینز و پیت پاستویت ایفای نقش کرده‌اند.